# Sameer Gupta
Sameer Gupta (San Francisco, 1 juli 1976) is een percussionist, tabla-speler en componist, die muziek speelt die jazz, fusion en Indiase muziek combineert. Hij is de oprichter van de jazzgroep The Supplicants en is drummer van het trio van Marc Cary. Gupta heeft gewerkt met onder meer Grachan Moncur III, Victor Goines, Vincent Gardner, Sekou Sundiata, Calvin Keys en Julian Lage. In 2010 verscheen zijn eerste album als leider.

## Discografie
- Namaskar, Motéma Music, 2010